# Irja Klemola
Irja Klemola (ur. 13 stycznia 1898 w Loimaa, zm. 13 listopada 1995 w Piikkiö) – fińska nauczycielka i pisarka. Prezes Fińskiego Stowarzyszenia Esperantystów i honorowy członek UEA.

## Życiorys
Studiowała matematykę, fizykę i chemię na Uniwersytecie Helsińskim. Od 1926 roku pracowała jako nauczycielka w Szkole dla dziewcząt w Turku, pełniąc funkcję wicedyrektora, a potem dyrektora tej szkoły.
Była esperantystką. Esperanta nauczyła się w 1920 roku, a po przejściu na emeryturę w latach 1962–1966 była prezesem Stowarzyszenia Esperanto w Turku i w latach 1966–1973 przewodniczącą Fińskiego Stowarzyszenia Esperantystów. Od 1986 roku była honorowym członkiem UEA Światowego Stowarzyszenia Esperantystów i honorowym przewodniczącym Fińskiego Stowarzyszenia Esperantystów. W 1971 roku odwiedziła Polskę. Zwiedziła Warszawę, Szczecin i Kraków. Przeprowadziła rozmowy z przedstawicielami Polskiego Związku Esperantystów o nawiązaniu współpracy z Fińskim Stowarzyszeniem Esperantystów (Esperanto Asocio de Finnlando).
W latach osiemdziesiątych Klemola opublikowała dwa podręczniki do esperanta: Planlingvo Esperanto w 1980 roku, a w 1989 przetłumaczyła na fiński podręcznik Rogera Imberta Esperanto: johdatus kansainväliseen kieleen = enkonduko en la internacian lingvon. Napisała również: Pipe : pieni tonttupoika (1929), Nuotion loimutessa kerrottavia tarinoita (1934), Nopsajalka ja Tähtisilmä (1935), Tonttulan tytti (1944).

## Upamiętnienie
Esperantysta i astronom Yrjö Väisälä nazwał na jej cześć Klemola asteroidę (1723), którą odkrył w 1936 roku.